# Claudius Billon
Pour les articles homonymes, voir Billon.

## Biographie
Claudius Billon est né le 13 février 1896 à Lyon 2e.
Au début de la Première Guerre mondiale, très marqué par la mort de son frère aîné, tué au combat, il s'engage comme fantassin. 
En 1916, à 20 ans, il combat à Verdun, où il est grièvement blessé.
En 1917, il rejoint l'Armée de l'air et devient pilote militaire.
En avril 1919, il se marie avec sa marraine de guerre.
En 1933, il est nommé sous-lieutenant ; en 1936, lieutenant. En 1939, il est promu au grade de capitaine.
Au début de la Seconde Guerre mondiale, le capitaine Claudius Billon, officier de carrière, aviateur confirmé, est pilote de chasse.

## Résistance
Le 6 septembre 1939, à l'aérodrome de Bron, il est affecté au Groupe régional de chasse numéro 562.
Du 6 janvier 1940 au 17 août 1940, à Bron, il commande une escadrille du Groupe de chasse III/9.
En Région R1, très tôt engagé dans la Résistance, le capitaine Billon travaille d'abord avec le groupe du « Coq enchaîné » — qui a établi une liaison avec Londres par le biais du « commodore Alain » — pour sélectionner des terrains de parachutage.
Dès avril 1942, à Lyon, au cœur de la Région R1, il rejoint le mouvement de résistance Combat. Sous la direction de Marcel Peck, chef régional de Combat, il est du nombre des résistants les plus efficaces et les plus appréciés.[réf. nécessaire]
Le 28 mars 1942, à Blyes, dans l'Ain, Claudius Billon fait partie des membres organisateurs présents - du Coq enchaîné et de Combat - qui réceptionnent le premier parachutage d'armes dans la Région.
Sous l'autorité de Marcel Peck, le capitaine Billon organise et dirige les groupes paramilitaires de Combat, qui sont dénommés Armée secrète de Combat (Henri Frenay ayant donné le nom d'AS à l'ensemble de cette formation).
Le 28 août 1942, à Lyon, première rencontre entre Jean Moulin et le général Charles Delestraint. À l'issue de cet entretien, Jean Moulin fait immédiatement mettre à la disposition du général les trois chefs régionaux des formations paramilitaires des grands mouvements de la zone Sud. 
Dans la clandestinité, le choix est simple et rapide : le général Delestraint désigne aussitôt le capitaine Claudius Billon comme chef régional de la nouvelle Armée secrète qui, en Région R1, réunit les formations paramilitaires des trois grands mouvements.
Charles Delestraint est placé par le général de Gaulle à la tête de l'Armée secrète - et, en zone Sud, la nouvelle AS est directement placée sous les ordres du général Delestraint.
Dès septembre 1942, dans la clandestinité la plus complète, le capitaine Billon forme l'état-major de l'Armée secrète de R1 (le capitaine Albert Chambonnet en fait partie). Dès lors, il lui incombe naturellement de choisir les chefs départementaux de l'AS pour R1 ; nommés par Cl. Billon, ceux-ci reçoivent peu après l'investiture du général Delestraint. Parmi eux, un seul est directement nommé par le général Delestraint : R. Fornier, pour le département de l'Ain.

## Arrestation
Le 1er février 1943, Claudius Billon est arrêté lors d'un rendez-vous avec son adjoint, Pierre Lavergne place Raspail à Lyon. Leur arrestation est opérée par Hugo Geissler, Kommandeur de la Sicherheitspolizei et du SD à Vichy, et ses hommes. Emmené à Vichy, il fait croire qu'il a un rendez-vous place de la Comédie avec un complice, faisant semblant de collaborer avec la police. Une fois sur place le 5 février, il fait mine d'attendre, puis arrive à s'enfuir par les traboules en passant par La Croix-Rousse.
Dénoncé, il est à nouveau arrêté le 7 février, rue Garibaldi chez un ami avec un agent de liaison. Renvoyé à Vichy, boulevard des États-Unis, où il est détenu avec Salvatelli, il se suicide le 19 février 1943. Selon d’autres sources, il se serait suicidé en prison à Saint-Étienne à la même date.
Des sources signalent enfin qu’il fut déporté, en marge de son acte de naissance il est porté qu’il est décédé en Allemagne le 1er septembre 1944, décès enregistré à la mairie du IIIe arr. de Lyon le 23 janvier 1950. Cependant il ne figure pas dans le Livre mémorial élaboré sous l’égide de la Fondation pour la Mémoire de la Déportation.
Il est déclaré « Mort pour la France » à la suite de son décès survenu en Allemagne le 1er septembre 1944.

## Hommages
- Lyon, 6e arrondissement, 20, rue Vauban. Secrétariat régional du mouvement Combat, dans l'un des appartements de l'immeuble.

Sur l'imposte vitrée de la porte de l'immeuble, quatre noms sont gravés, dont celui du capitaine Billon.

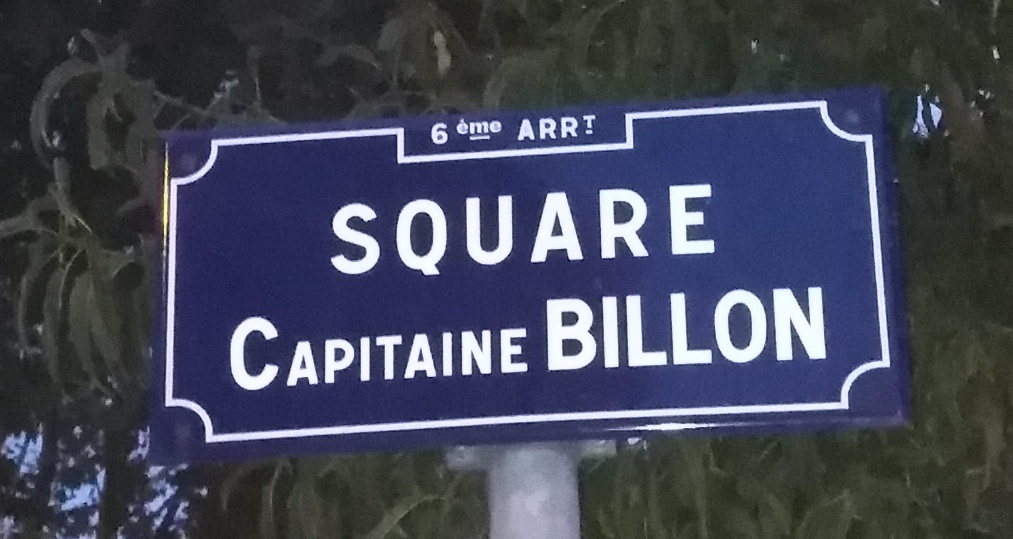
Plaque du square Billon à Lyon.

- Lyon, 6e arrondissement, angle boulevard des Belges - avenue Anatole-France - rue Tronchet, à proximité du Lycée du Parc.

Square Capitaine Billon.